# Kunstformen der Natur

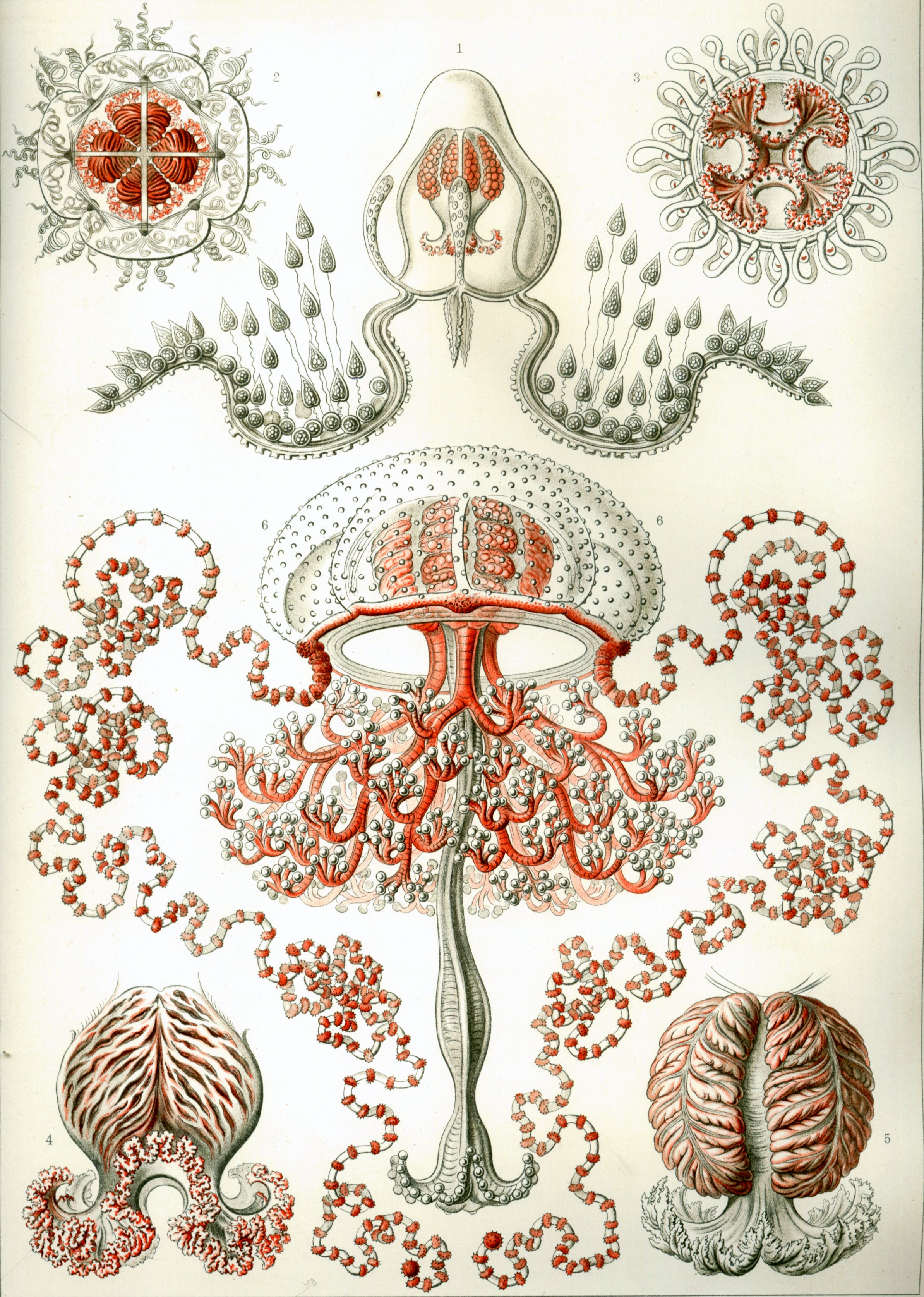
A 46ª ilustração do livro Kunstformen der Natur: cnidários da ordem Anthomedusae.

Kunstformen der Natur (em língua portuguesa: Formas de Arte da Natureza) é um livro de ilustração científica da autoria do biólogo alemão Ernst Haeckel. A primeira edição do livro foi publicada na Alemanha em 1904 pela editora Verlag der Bibliographischen Instituts, Leipzig und Vienna. A técnica de impressão utilizada foi a cromolitografia. Haeckel trabalhou na sua concepção ao longo de cinco anos.
Kunstformen der Natur inclui 100 ilustrações de organismos muito variados, desde os radiolários e diatomáceas microscópicos a morcegos, orquídeas, e fósseis como as amonites. 
Uma segunda edição contendo apenas 30 ilustrações foi editada em 1924.
Kunstformen der Natur influenciou a arte, arquitectura e desenho dos princípios do século XX, correlacionando ciência e arte. Em particular, muitos artistas associados com a Art Nouveau foram influenciados pelos desenhos de Haeckel, incluindo René Binet, Karl Blossfeldt, Hans Christiansen e Émile Gallé. Um exemplo deste facto é o Amsterdam Commodities Exchange, desenhado por Hendrik Petrus Berlage, que foi em parte inspirado pelas ilustrações de Kunstformen.

## Algumas estampas

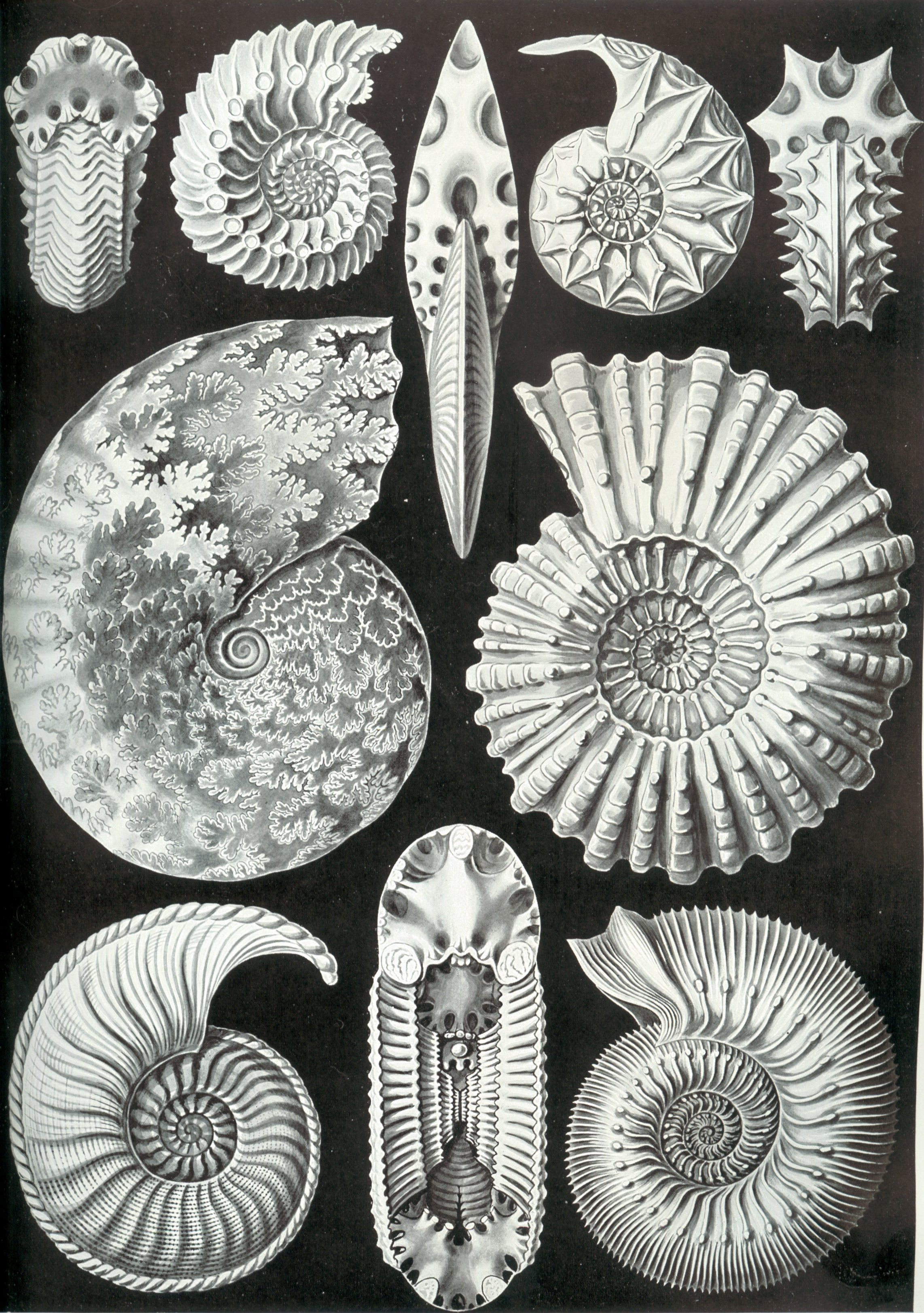
Vários géneros de amonites
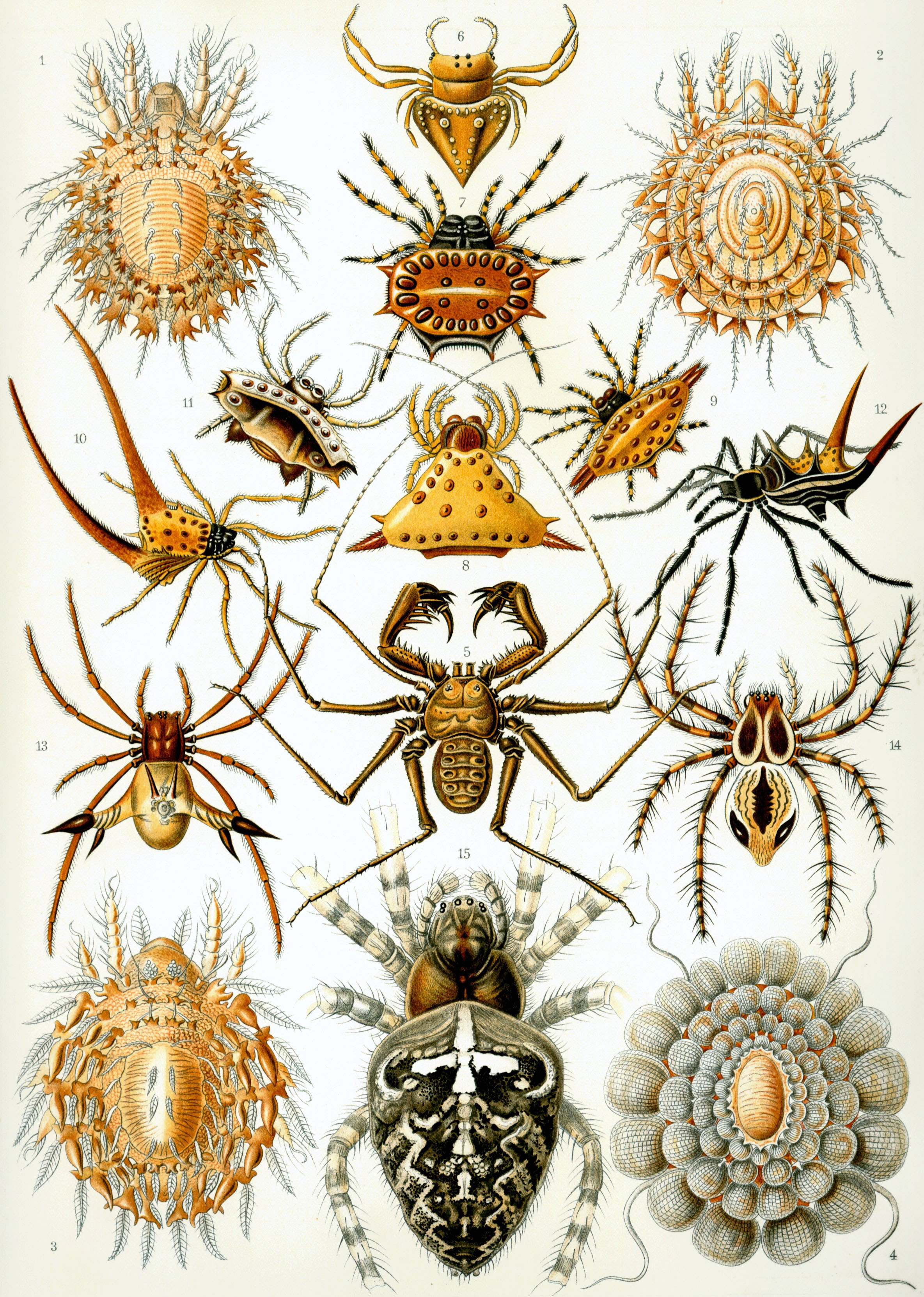
Aracnídeos
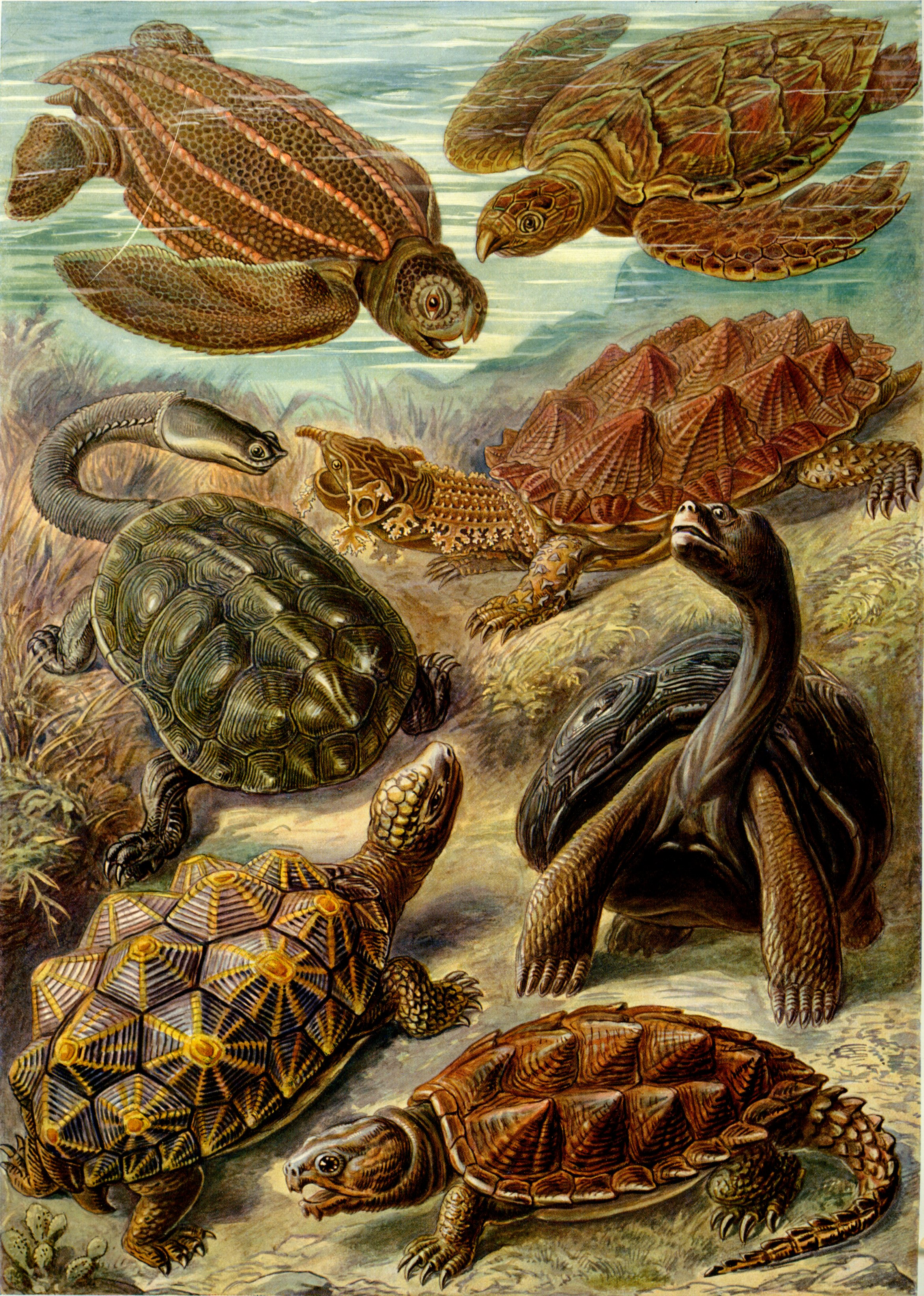
Tartarugas
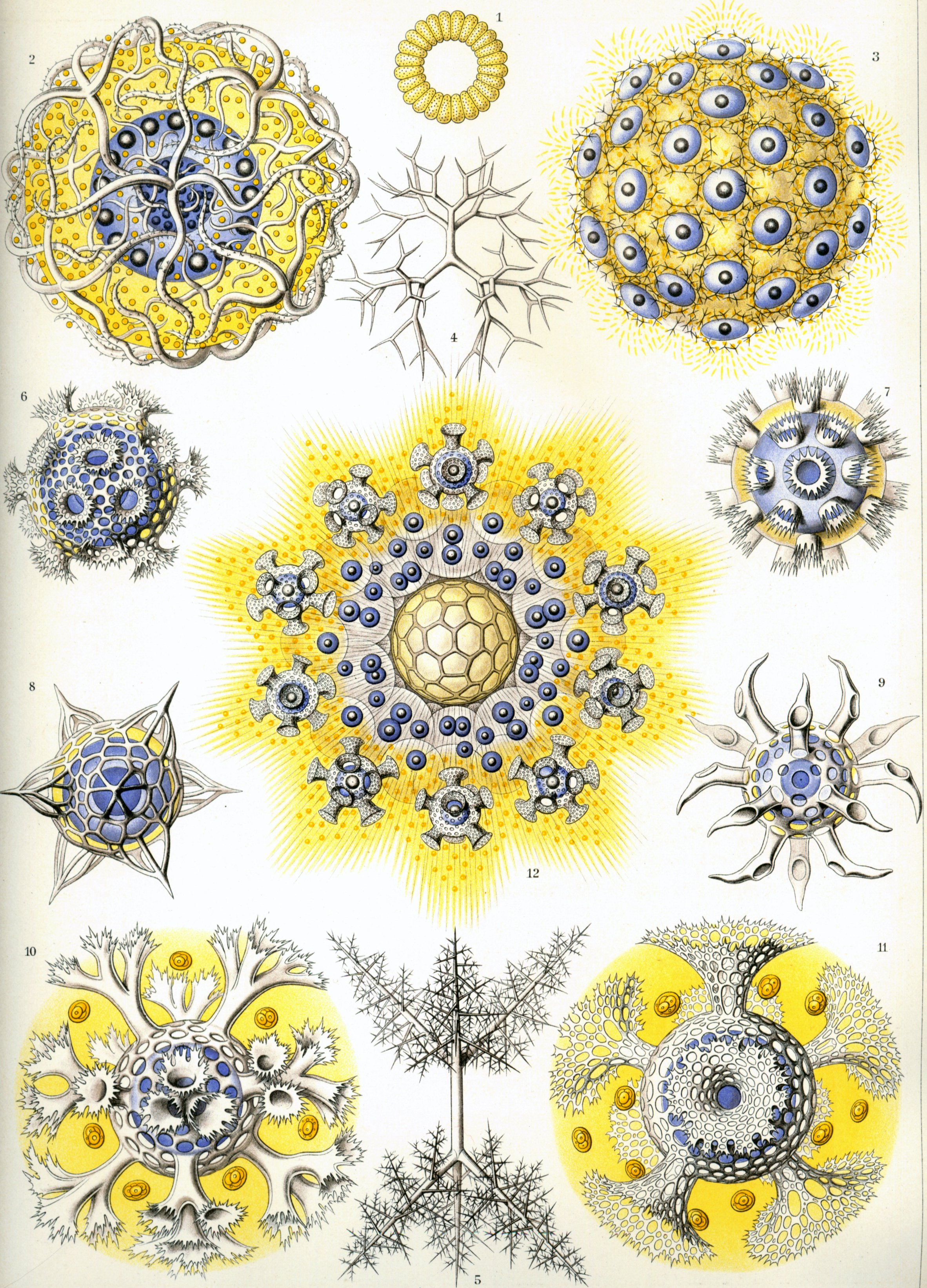
Sarcodina ou amebóides
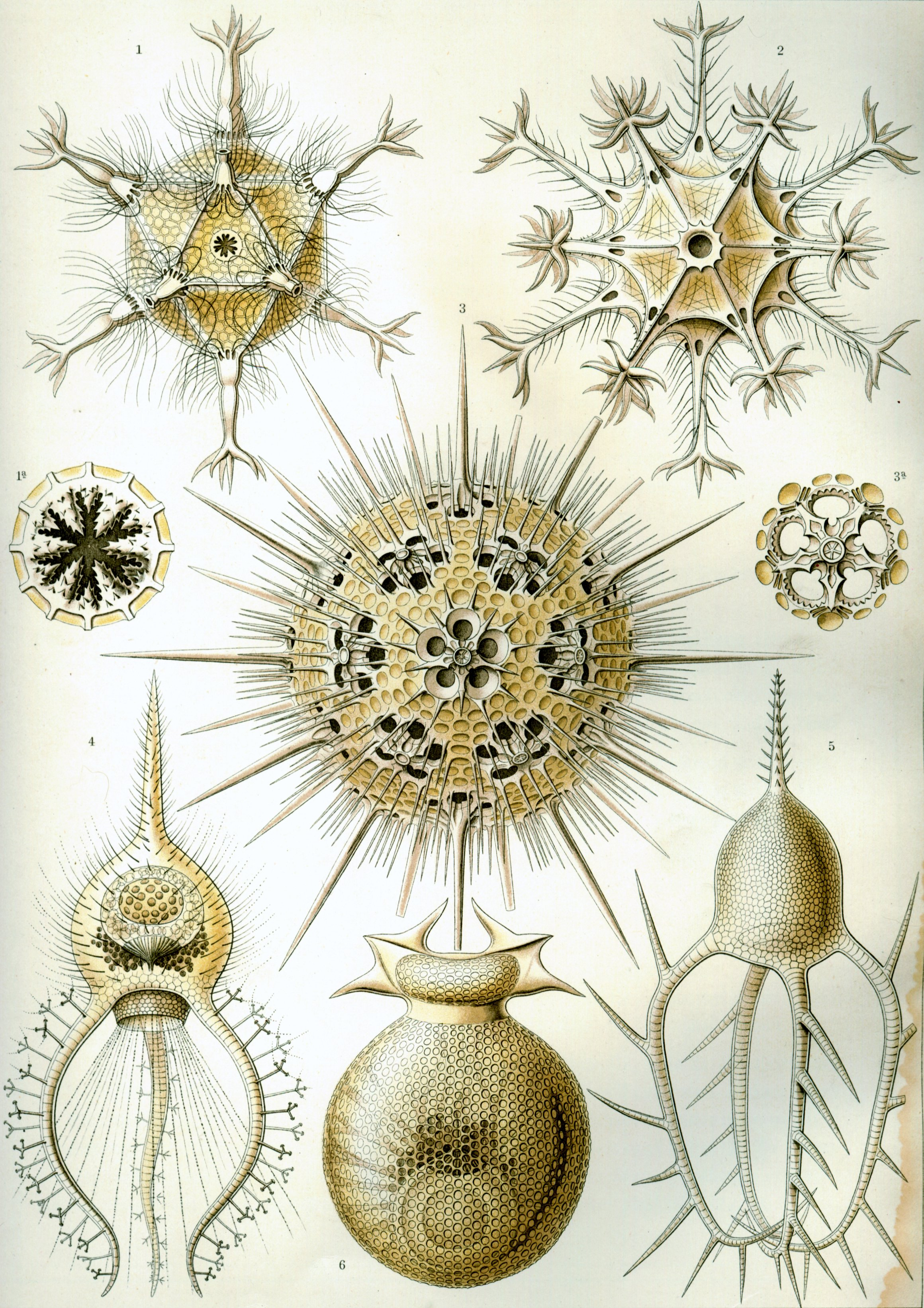
Rhyzopoda